# Лозанна-Флон
46°31′15″ пн. ш. 6°37′49″ сх. д. / 46.5207999939° пн. ш. 6.63033999676° сх. д.
Лозанна-Флон (фр. Gare de Lausanne-Flon) — кінцева залізнична станція приміського електропотягу LEB і станція пересадки ліній метро М1 і М2 у місті Лозанна, кантон Во, Швейцарія. Розташована під землею в центральному районі Флон.
Лозанна-Флон була відкрита як кінцева станція в 1877 році із запуском залізничної лінії Лозанна - Ухо. У XX столітті станція мала зв'язок з вантажною станцією Себейон. Колії мали стандартну колію. В 1979 році наземна станція, довгий час виконувала роль вантажної, була закрита.

## Метрополітен і мережа LEB
Сучасна підземна станція була відкрита разом із запуском лінії лозаннського метро М1 в 1991 році . Лінія приміських електропотягів LEB була відкрита в 2000 році. Раніше кінцевою станцією електричок LEB була станція Лозанна-Шодерон. В 2008 році введена в експлуатацію лінія M2.
Для приміських електропотягів LEB і лінії метро М1 станція є кінцевою; для лінії метро М2 - проміжною між станціями Lausanne-Gare і Riponne.